# União das Freguesias de Franco e Vila Boa
Die União das Freguesias de Franco e Vila Boa ist eine portugiesische Gemeinde (Freguesia) im Kreis (Concelho) Mirandela, Distrikt Bragança, im Nordosten Portugals.

## Geschichte
Die Gemeinde entstand im Zuge der Gebietsreform vom 29. September 2013 durch die Zusammenlegung der ehemaligen Gemeinden Franco und Vila Boa.
Franco wurde Sitz der neuen Verwaltung.

## Demographie
| Freguesia | Freguesia         | Freguesia | Freguesia       | ehemalige Freguesias | ehemalige Freguesias | ehemalige Freguesias | ehemalige Freguesias |
| --------- | ----------------- | --------- | --------------- | -------------------- | -------------------- | -------------------- | -------------------- |
| Wappen    | Freguesia         | Einwohner | Fläche in (km²) | Wappen               | Freguesia            | Einwohner            | Fläche in (km²)      |
|           | Franco e Vila Boa | 263       | 26,34           |                      | Franco               | 242                  | 17,12                |
|           | Franco e Vila Boa | 263       | 26,34           | Vila Boa             | 95                   | 9,21                 |                      |